# 藤沢市立鵠沼中学校
藤沢市立鵠沼中学校（ふじさわしりつ くげぬまちゅうがっこう）は、神奈川県藤沢市にある中学校。略称は鵠中（くげちゅう）。

## 沿革
（沿革節の主要な出典は公式サイト）
- 1947年（昭和22年）
  - 5月5日 鵠沼小学校内で開校。なお開校記念日は4月30日となっている。
  - 6月 校歌（日吉早苗作詞・天野田一郎作曲）制定。日吉早苗は児童文学者。開校直後から短期間同校教諭だった。
  - 6月10日 藤沢市立鵠沼中学校PTA結成発足。校章・生徒より公募できまる。
- 1949年（昭和24年）7月10日 校舎2棟(木造2階建て15教室及び管理室)竣工。鵠沼小学校より移転。
- 1950年（昭和25年）10月1日 市制10周年を記念して校旗受領。
- 1951年（昭和26年）1月15日 市内中学校駅伝大会で優勝。
- 1952年（昭和27年）1月29日 校舎1棟（木造平屋、特別教室5、準備室2、その他）竣工。
- 1953年（昭和28年）1月24日 図書館（木造平屋）竣工。
- 1955年（昭和30年）3月20日 校舎1棟（木造2階、4教室)及び便所1棟増築竣工。
- 1956年（昭和31年）
  - 3月25日 校舎1棟（木造2階、4教室）増築竣工。
  - 4月1日 藤沢市立湘洋中学校開校→鵠沼中学校の学区分割。
- 1959年（昭和34年）4月5日 文部省理科設備モデル校指定。
- 1960年（昭和35年）3月5日 体育館（鉄骨）竣工。
- 1962年（昭和37年）1月12日 技術科教室竣工。
- 1969年（昭和44年）
  - 9月2日 校舎改築第一期工事完成（鉄筋コンクリート4階、普通教室15、管理関係室）。
  - 10月10日 県主催創意工夫展学校表彰を受ける。
- 1970年（昭和45年）
  - 2月25日 校舎改築第二期工事完成（鉄筋コンクリート4階、普通教室4、特別教室4）。
  - 6月30日 校舎改築第三期工事完成（鉄筋コンクリート4階、特別教室4、準備室4）。
  - 11月14日 湘南地区創意工夫展学校表彰を受ける
- 1975年（昭和50年）7月26日 25m競泳プール完成。
- 1980年（昭和55年）3月25日 南棟新築工事完成。
- 1982年（昭和57年）6月1日 文部省海外帰国子女教育研究指定を受ける。
- 1990年（平成2年）
  - 8月17日 全日本陸上選手権大会出場。
  - 9月21日 市内陸上競技大会総合優勝。
- 1993年（平成5年）
  - 3月23日 屋内運動場、屋上プール完成。
  - 10月31日 女子ソフトボール部、県大会優勝、関東大会出場。
- 1995年（平成7年）7月8日 一期生、小冊子『戦後50年鵠沼中学昭和22年　蟻の行列でできた教室』を発行。
- 1997年（平成9年）5月 開校50周年。記念誌『くぐい』発刊。
- 1999年（平成11年）7月 女子ソフトボール部、県大会優勝、関東大会出場。
- 2000年（平成12年）7月 女子ソフトボール部、県大会優勝、関東大会出場。
- 2003年（平成15年）
  - 8月 陸上競技部、市内大会総合優勝、全国通信陸上県大会3位、関東大会出場。
  - 9月 女子硬式テニス部、県新人大会優勝、関東大会出場。
- 2004年（平成16年）
  - 2月 男女硬式テニス部、県公立中学校テニス選手権大会個人戦ダブルスでダブル優勝。
  - 4月 二学期制試行。
  - 5月 男女硬式テニス部、県テニス選手権大会個人戦ダブルスで男子優勝・女子準優勝、関東大会出場。
  - 7月 
    - 男女硬式テニス部、県テニス選手権大会団体戦で優勝、関東大会出場。
    - 陸上競技部、県通信陸上競技大会で女子100m優勝。
    - 陸上競技部、県選抜陸上競技大会で二年女子100m・200m優勝。

  - 8月 女子硬式テニス部、県公立中学校テニス選手権大会団体戦で優勝。
  - 10月 陸上競技部、神奈川県総合体育大会大会で女子200m優勝、男子1500m準優勝。
- 2005年（平成17年）8月 陸上競技部、関東大会で女子200m準優勝、全国大会出場。
- 2007年（平成19年）5月 開校60周年。
- 2009年（平成21年）8月 陸上競技部、全国大会で男子400m11位
- 2009年  校舎内に能面を被った不審者が乱入する。生徒の避難訓練に「不審者」が追加。(2015年にこの項目は廃止)

## 部活
運動部
- サッカー部
- 野球部
- バスケットボール部
- ソフトテニス部
- バレーボール部
- バドミントン部
- 卓球部
- 陸上競技部
- 剣道部

文化部
- 科学部
- 吹奏楽部
- イラストレーション部
- 演劇部
- 家庭部
- 美術工芸部
- 人間性向上部
- 囲碁将棋部
- 合唱部
- ギター合奏部

## 進学前小学校
- 藤沢市立鵠沼小学校（一部は藤沢市立第一中学校へ）
- 藤沢市立鵠洋小学校（一部は藤沢市立湘洋中学校へ）
- 藤沢市立大道小学校（一部は藤沢市立村岡中学校・藤沢市立藤ヶ岡中学校へ）
- 藤沢市立鵠南小学校（一部は藤沢市立湘洋中学校へ）
- 藤沢市立新林小学校（一部は藤沢市立片瀬中学校・藤沢市立村岡中学校へ）

## 所在地
- 神奈川県藤沢市鵠沼桜が岡4-3-37

## 交通
小田急江ノ島線本鵠沼駅より徒歩10分。または藤沢駅より徒歩15分。
江ノ電バス高根線高瀬通りより徒歩5分。

## 著名な出身者
- 赤木圭一郎　俳優
- 阿部博友 - 一橋大学名誉教授
- 内田進　インターリスク総研社長
- 岡本行夫　元内閣総理大臣補佐官
- 菊地信義　装幀家
- 國枝すみれ　毎日新聞社記者
- 中村真梨花　女流棋士
- 安田謙一郎　チェリスト
- 三浦りさ子　タレント、ファッションモデル
- 青柳善の輔　レスリング選手